# Vachellia flava
Vachellia flava (Arabisch: salam) is een boomsoort uit de vlinderbloemenfamilie (Leguminosae/Fabaceae). De soort staat op de Rode Lijst van de IUCN geklasseerd als 'niet bedreigd'.
Het is een struik of veelstammige kleine boom die een groeihoogte van 2 tot 6 meter kan bereiken. De stam is bedekt met een donkerbruine ruwe schors. De takken zijn groen- of bruinkleurig met een glanzende, afbladderende bast. Zowel de stam als de takken bevatten een gom. De samengesteld bladeren zijn klein. In de bladoksels groeien gepaarde witte doornen die 6 centimeter lang kunnen worden en langer zijn dan de bladeren. De pluizige, goudgele bloemen zijn bolvormig en ongeveer 1,5 centimeter in diameter.
De soort komt voor in Noord-Afrika, zowel in de Sahara als in de Sahel. Buiten Afrika komt de soort voor op het Arabisch schiereiland en in Iran. De boom groeit op zandgrond in droge halfwoestijngebieden. Hij groeit vaak samen op met planten uit de familie Zygophyllaceae en de grassoort Panicum turgidum. Daarnaast groeit de boom ook op klei-grindgrond en in zand- en steenachtige woestijnwadi's en vlaktes.
Delen van deze boom, zoals de gom en vezels worden door de lokale bevolking in het wild verzameld. De gom wordt gebruikt als een verzachtend middel, van de vezels maakt men touwen en van het hout wordt houtskool gemaakt. Ook worden zowel de gom als de bast voor geneeskundige doeleinden gebruikt. De peulvruchten worden gebruikt als veevoeder voor kamelen, geiten en schapen. De bloemen worden bezocht door bijen en deze leveren acaciahoning.

## Synoniemen
- Acacia ehrenbergiana Hayne
- Acacia ehrenbergii T.Nees
- Acacia flava (Forssk.) Schweinf.
- Mimosa flava Forssk.